# Âm mũi môi-răng hữu thanh
Âm mũi môi-răng hữu thanh là một phụ âm. Ký tự đại diện cho âm này trong bảng mẫu tự ngữ âm quốc tế là ⟨ɱ⟩. Đôi khi nó còn được thể hiện bằng ký tự m với dấu phụ âm răng bên dưới: ⟨m̪⟩.
Nó được phát âm rất giống với âm mũi đôi môi [m], nhưng thay vì hai môi chạm nhau, thì môi dưới chạm răng trên. Vị trí của môi và răng nói chung giống với vị trí khi phát âm các âm môi răng khác, như [f] và [v].
Dù khá hay xuất hiện trong các ngôn ngữ, đại đa số trường hợp nó không phải âm vị, và thường chỉ xuất hiện trước âm môi răng như [f] và [v]. /ɱ/ là một âm vị trong tiếng Kukuya, phân biệt với /m, mpf, mbv/ và "đi kèm với sự chập môi mạnh". Nó được môi hóa thành [ɱʷ] trước /a/ và ở dạng thường [ɱ] trước /i/ và /e/.
Tuy vậy, âm mũi môi răng là một tha âm thường gặp của /m/ và /n/ khi đứng trước [f] và [v], như trong các từ comfort, circumvent, infinitive, hay invent trong tiếng Anh. Trong tiếng Angami, nó đóng vai trò tha âm của /m/ trước /ə/.

## Ví dụ
/ɱ/ rất hiếm khi là âm vị. Nhưng khi là tha âm thì nó khá phổ biến.
| Ngôn ngữ       | Ngôn ngữ       | Từ              | IPA           | Nghĩa                | Ghi chú                                                         |
| -------------- | -------------- | --------------- | ------------- | -------------------- | --------------------------------------------------------------- |
| Anh            | Anh            | symphony        | [ˈsɪɱfəni]    | 'bản giao hưởng'     | Xem Âm vị học tiếng Anh                                         |
| Catalunya      | Catalunya      | càmfora         | [ˈkaɱfuɾə]    | 'long não'           | Xem Âm vị học tiếng Catalunya                                   |
| Đan Mạch       | Đan Mạch       | symfoni         | [syɱfoˈniˀ]   | 'bản giao hưởng'     | Xem Âm vị học tiếng Đan Mạch                                    |
| Đức            | Đức            | fünf            | [fʏɱf]        | 'số năm'             | Xem Âm vị học tiếng Đức                                         |
| Hà Lan         | Hà Lan         | omvallen        | [ˈʔɔɱvɑlə(n)] | 'ngã, té'            | Xem Âm vị học tiếng Hà Lan                                      |
| Hebrew         | Hebrew         | סימפוניה        | [siɱˈfoɲja]   | 'bản giao hưởng'     | Xem Âm vị học tiếng Hebrew hiện đại                             |
| Hungary        | Hungary        | hamvad          | [ˈhɒɱvɒd]     | 'cháy âm ỉ'          | Xem Âm vị học tiếng Hungary                                     |
| Hy Lạp         | Hy Lạp         | έμβρυο/émvryo   | [ˈe̞ɱvrio̞]     | 'phôi'               | Xem Âm vị học tiếng Hy Lạp hiện đại                             |
| Kukuya         | Teke           |                 | [ɱíì]         | 'mắt (số nhiều)'     | Là một âm vị.                                                   |
| Macedonia      | Macedonia      | трамвај         | [traɱˈvaj]    | 'tàu điện'           | Xem Âm vị học tiếng Macedonia                                   |
| Na Uy          | Na Uy          | komfyr          | [kɔɱˈfyːɾ]    | 'cái lò'             | Xem Âm vị học tiếng Na Uy                                       |
| Phần Lan       | Phần Lan       | kamferi         | [ˈkɑɱfe̞ri]    | 'long não'           | Xem Âm vị học tiếng Phần Lan                                    |
| România        | România        | învăța          | [ɨɱˈvət͡sä]    | 'học'                | Xem Âm vị học tiếng România                                     |
| Séc            | Séc            | tramvaj         | [ˈtraɱvaj]    | 'tàu điện'           | Xem Âm vị học tiếng Séc                                         |
| Serbia-Croatia | Serbia-Croatia | трамвај/tramvaj | [trǎɱʋaj]     | 'tàu điện'           | Tha âm của /m/ trước /f, ʋ/. Xem Âm vị học tiếng Serbia-Croatia |
| Slovene        | Slovene        | simfonija       | [siɱfɔˈníːja] | 'bản giao hưởng'     | Tha âm của /m/ và /n/ trước /f/ và /ʋ/.                         |
| Tây Ban Nha    | Tây Ban Nha    | influir         | [iɱfluˈiɾ]    | 'có ảnh hưởng (lên)' | Xem Âm vị học tiếng Tây Ban Nha                                 |
| Tây Frisia     | Tây Frisia     | ûnwis           | [uːɱʋɪs]      | 'không chắc'         | Tha âm của /n/ trước các âm môi răng.                           |
| Thụy Điển      | Thụy Điển      | amfibie         | [aɱˈfiːbjɛ]   | 'lưỡng cư'           | Xem Âm vị học tiếng Thụy Điển                                   |
| Ý              | Ý              | invece          | [iɱˈveːt͡ʃe]   | 'trái lại'           | Xem Âm vị học tiếng Ý                                           |